# Francesco Carril
Francesco Carril (Madrid, 21 de mayo de 1986) 21 de maig de 1986) és un actor espanyol de cinema, teatre i televisió. És conegut pels seus nombrosos papers protagonistes en pel·lícules independents i, especialment, per la seva interpretació en la sèrie Los años nuevos (2024).

## Biografia
Va finalitzar els seus estudis d'Interpretació en la Reial Escola Superior d'Art Dramàtic i, posteriorment, va continuar la seva formació a Brugge (Bèlgica) estudiant la tècnica Txèkhov.
En 2007 va fundar la seva pròpia companyia de teatre, coneguda com a Teatro-Saraband, amb la qual ha estrenat quatre muntatges a Espanya i ha girat per alguns països de Europa. En 2008 va començar a col·laborar amb  l'Odin Teatret, dirigit per Eugenio Barba. També ha format part de la Compañía Nacional de Teatro Clásico protagonitzant tres dels seus muntatges. El 2017 va dirigir Ana Karenina de Lleó Tolstoi i va treballar al Teatro Español a les ordres d'Antonio Rojano a Furiosa Escandinavia. El 2018 va estrenar al Teatro Pavón dues funcions: El tratamiento escrit i dirigit per Pablo Remón i La valentía d'Alfredo Sanzol. El 2021 va protagonitzar i dirigir El mal de la montaña pel Teatro Español. També va encapçalar el repartiment de l'obra El bar que se tragó a todos los españoles, per la interpretació dels quals ha estat quatre vegades nominat al millor actor en diferents premis de teatre. En 2023, va tornar al Teatro Valle-Inclán, on va protagonitzar, al costat de Javier Cámara, Barbara Lennie i Núria Mencía, l'obra Los farsantes.
Al cinema ha protagonitzat Los ilusos (2012), Los exiliados románticos (2014), La reconquista (2016), La virgen de agosto (2018) i Tenéis que venir a verla (2022), totes dirigides per Jonás Trueba. També ha participat en Morir (2016), de Fernando Franco García; Hacerse mayor y otros problemas (2018), de Clara Martínez Lázaro; Ramona (2022), d'Andrea Bagney; Verano en rojo (2023) dirigida per Belén Macías; i Un amor (2023) d'Isabel Coixet.
En televisió ha format part de l'elenc de les sèries com Amar es para siempre (2019), ByAnaMilán (2020), Luimelia (2021), Intimidad (2022) i Galgos (2024). Encara que el seu major reconeixement en televisió li va arribar amb el seu paper protagonista en la sèrie romàntic-dramàtica de 2024 Los años nuevos, dirigida i creada per Rodrigo Sorogoyen i coprotagonitzada per Iria del Río.

## Filmografia
| Any  | Títol                           | Personatge | Notes        |
| ---- | ------------------------------- | ---------- | ------------ |
| 2012 | Los ilusos                      | León       |              |
| 2014 | Los exiliados románticos        | Francesco  |              |
| 2016 | La reconquista                  | Olmo       |              |
| 2016 | Escala en Madrid                | Marc       | curtmetratge |
| 2017 | Morir                           | Enrico     |              |
| 2018 | Hacerse mayor y otros problemas | Gabriel    |              |
| 2018 | La virgen de agosto             | Francesco  |              |
| 2022 | Tenéis que venir a verla        | Guillermo  |              |
| 2022 | Ramona                          | Nico       |              |
| 2023 | Verano en rojo                  | Tomás      |              |
| 2023 | Un amor                         | Carlos     |              |
| 2024 | Volveréis                       | Amigo      |              |

| Any  | Títol                | Personatge       | Notes                               |
| ---- | -------------------- | ---------------- | ----------------------------------- |
| 2019 | Paquita Salas        | Company de Belén | Episodi: «B-Fashion»                |
| 2019 | Amar es para siempre | Vicente Rivera   | 82 episodis (recurrent)             |
| 2020 | ByAnaMilán           | Lope             | 2 episodis                          |
| 2021 | Luimelia             | Fran Ledesma     | 4 episodis (recurrent; temporada 4) |
| 2022 | Intimidad            | Hugo             | Elenco principal; 8 episodios       |
| 2024 | Galgos               | Raúl Osorio      | 6 episodis (recurrent)              |
| 2024 | Los años nuevos      | Óscar            | Protagonista; 10 episodis           |

## Premis i candidatures
| Any  | Categoria                             | Treball nominat | Resultat | Ref.  |
| ---- | ------------------------------------- | --------------- | -------- | ----- |
| 2025 | Millor actor protagonista d'una sèrie | Los años nuevos | Pendent  | [ 7 ] |